# Louppy-sur-Loison

Louppy-sur-Loison este o comună în departamentul Meuse din nord-estul Franței. În 2010 avea o populație de 122 de locuitori.

## Evoluția populației
| An        | 1975 | 1982 | 1990 | 1999 | 2006 | 2010 |
| --------- | ---- | ---- | ---- | ---- | ---- | ---- |
| Populație | 146  | 111  | 113  | 122  | 120  | 122  |